# Mycalesis aemate
Mycalesis aemate är en fjärilsart som beskrevs av Hans Fruhstorfer 1911. Mycalesis aemate ingår i släktet Mycalesis och familjen praktfjärilar. Inga underarter finns listade i Catalogue of Life.